# Brand
För andra betydelser, se Brand (olika betydelser).

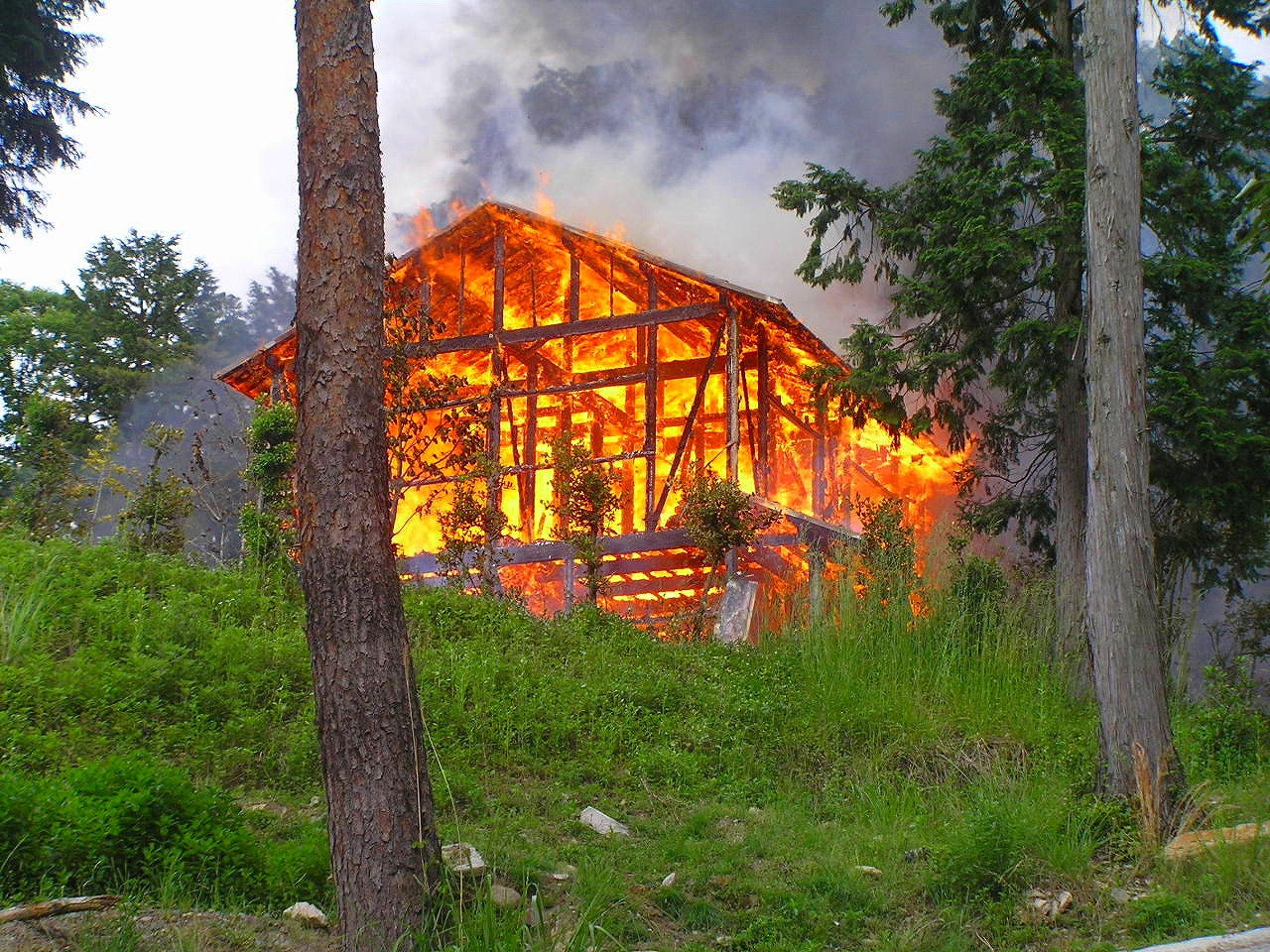
Brinnande hus i Japan.

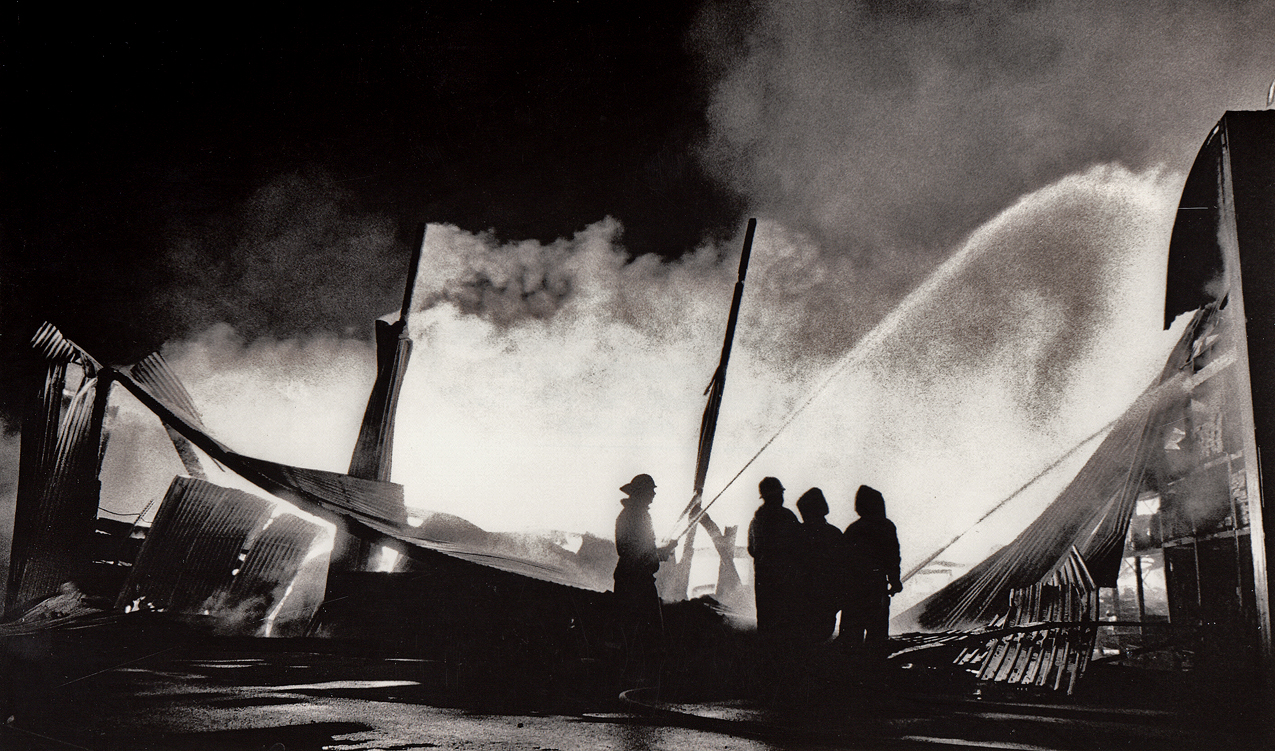
En anlagd brand i ett trälager i Malmö, 1987.

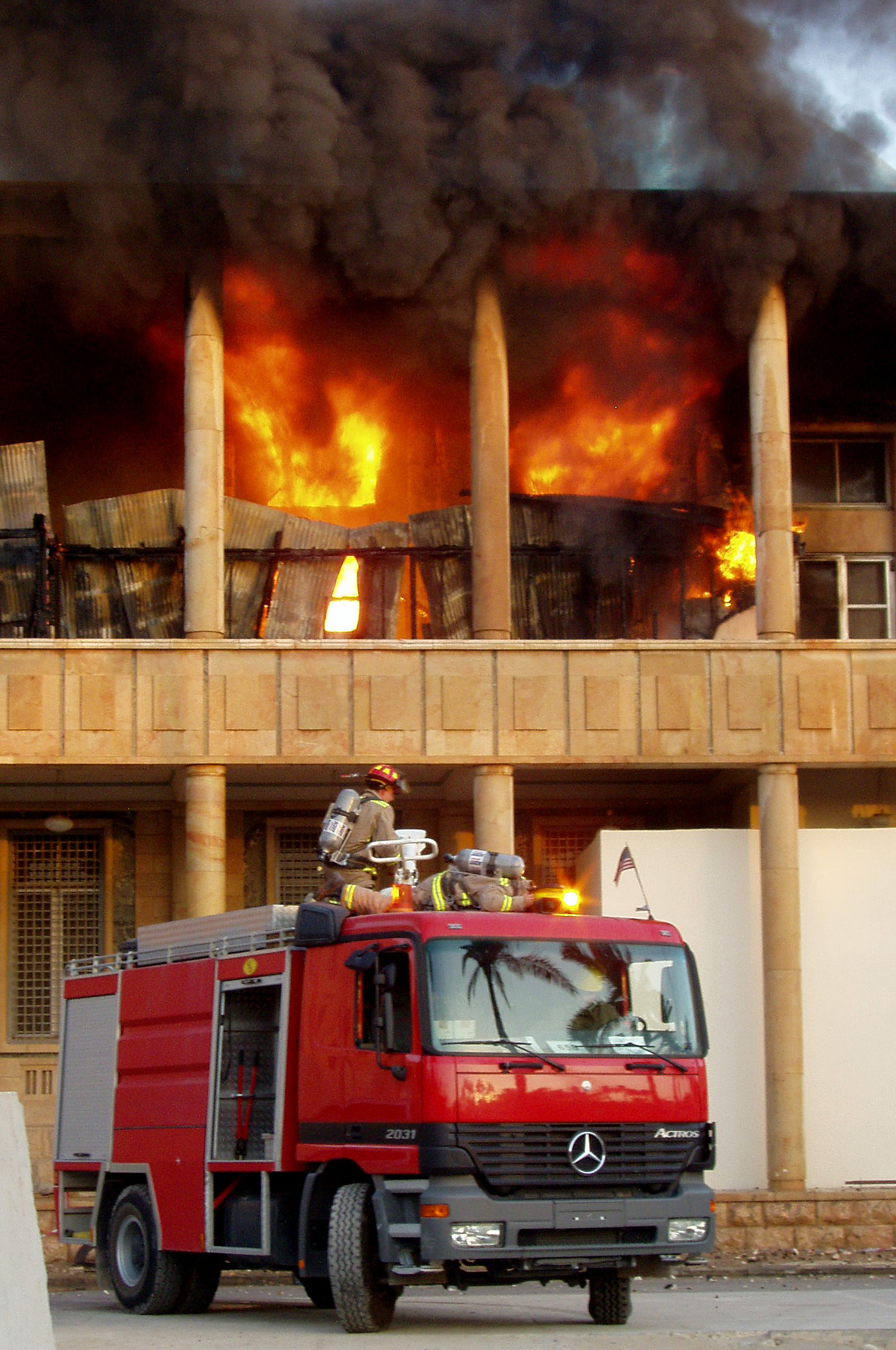
Räddningstjänsten bekämpar en brand i Bagdad i Irak.

En brand eller eldsvåda är en eld som kommit lös och som växer okontrollerat. Bränder utgör ett hot mot liv, egendom och miljö varför en mängd teknik och släckutrustning har skapats för att förhindra eller lindra dem. Många hem har idag brandvarnare, brandfilt och i alla lokaler kan det finnas brandsläckare eller sprinklersystem. Det finns också passiva brandskyddsåtgärder, som brandväggar och indelning av byggnader i brandceller. De flesta samhällen har en räddningstjänst för professionell brandsläckning.

## Klassificering av bränder
Vid klassificering av handbrandsläckare delas bränder in i klasser utifrån vilket material som brinner:
| Typ       | Bränsletyp             | Exempel på bränslen                                |
| --------- | ---------------------- | -------------------------------------------------- |
| A-bränder | Fibrösa bränslen       | Bränslen som trä och de flesta inredningsmaterial. |
| B-bränder | Vätskeformiga bränslen | Bensin, plast, lösningsmedel.                      |
| C-bränder | Gasformiga bränslen    | Gasol (propan, butan), naturgas (metan).           |
| D-bränder | Brännbara metaller     | Natrium, magnesium.                                |
| F-bränder | Fetter                 | Upphettad matolja i samband med fritering.         |

Till dessa kan läggas bränder i elektrisk utrustning, vilket normalt är en A-brand. Förr utgjorde dessa en egen klass, E, men den är numera avskaffad. Istället märks handbrandsläckare med om de är lämpliga att använda mot bränder i elektrisk utrustning.[källa behövs]

## Brand i bostad
De vanligaste brandorsakerna i bostad är glömd spis, tekniskt fel, soteld och anlagd brand med uppsåt.
Tre av fyra brandskador inträffar i bostadshus. Det är i regel slarv som orsakar att det börjar brinna men även tekniska fel är vanligt bland brandorsaker. Statistik visar att de vanligaste orsakerna till brand är elfel, levande ljus, rökning, och köksspisen.

### Elfel
Elrelaterade bränder är en av de vanligaste brandorsakerna i Sverige. Överhettning eller felaktigt användande av olika hushållsapparater är två vanliga sätt för en brand att starta. Att elektriska apparater överhettas kan bero på glappkontakt eller överbelastning på elnätet. Apparaterna kan alltså bli för varma av överbelastningen och ta fyr.

### Levande ljus
Att glömma bort levande ljus är orsaken till många bränder. Två vanliga brandorsaker är att ett glömt ljus brinner ner och tänder fyr i ljusstaken, eller att ljuset av någon anledning trillar och sätter eld på möbler eller inredningssaker i hemmet.

### Rökning
Den vanligaste orsaken med dödlig utgång vid brand är rökning. Att röka inomhus är inget att föredra, ligga i sängen och röka är förenat med livsfara, liksom att somna med cigaretten i soffa eller liknande. Gaserna som kan uppstå från textilier dödar på bara några minuter om man andas in dessa. [källa behövs]

### Spis
Köket är den vanligaste platsen i huset där det börjar brinna och detta beror oftast på spisen. En vanlig orsak till spisbrand är bortglömda spisplattor då bränder kan uppstå på många sätt med en glömd spisplatta. Värmen från spisplattan kan smälta fettet i fläkten, som brinner väldigt lätt och antingen droppar ner och börjar brinna eller så tar fettet i fläkten fyr och branden sprider sig snabbt. Torrkokning är en annan orsak som kan uppstå vid spisen. Att glömma bort mat i kastrullen är lätt och på en påslagen platta kan maten lätt fatta eld. Lågorna letar sig sedan vidare i köksinredningen och branden sprids. 